# Saint-Salvadou
Saint-Salvadou – miejscowość i dawna gmina we Francji, w regionie Oksytania, w departamencie Aveyron. W dniu 1 stycznia 2016 roku z połączenia trzech ówczesnych gmin – La Bastide-l’Évêque, Saint-Salvadou oraz Vabre-Tizac – powstała nowa gmina Le Bas Ségala. W 2013 roku populacja Saint-Salvadou wynosiła 407 mieszkańców.